# 歌川国安 (2代目)
二代目 歌川国安（にだいめ うたがわ くにやす、生没年不詳）とは、江戸時代の浮世絵師。

## 来歴
『浮世絵師伝』によれば初代歌川豊国の門人、歌川の画姓を称し一鳳斎と号す。作画期は天保の頃とされる。なお「芳政改国安」と落款した版下絵が残っており、これにより歌川芳政と同一人かともいわれているが定かではない。